# Anders Granström
Anders Granström, född 20 juni 1948 i Helsingborg, är en svensk skådespelare.

## Biografi
Granström var en av initiativtagarna till Musikteatergruppen Oktober. Han debuterade som filmskådespelare 1976 i titelrollen i Sven Klangs kvintett. Han har även medverkat i bland annat Hans Alfredsons Den enfaldige mördaren (1982) och Stefan Jarls Goda människor (1990). På TV har han bland annat synts i Studierektorns sista strid (1986), Macklean (1993) och Sjätte dagen (2000).
Sedan början av 1980-talet arbetar Granström med ursprungsteater, det vill säga berättande. Tillsammans med musikern Rolf Sersam har han arrangerat berättartillställningar med spökhistorietema på Glimmingehus.
Anders Granström är gift med författaren Sanna Töringe. Tillsammans har de tre barn, bland dem skådespelaren Oscar Töringe.

## Filmografi
- 1976 – Sven Klangs kvintett
- 1978 – Anna och gänget (TV-serie)
- 1978 – Bevisbördan (TV-serie)
- 1978 – Lyftet
- 1978 – Picassos äventyr
- 1980 – Den enes död...
- 1980 – Prins Hatt under jorden
- 1982 – Den enfaldige mördaren
- 1986 – Studierektorns sista strid (TV-serie)
- 1990 – Hjälten
- 1990 – Goda människor
- 1992 – Yasemin på flykt (TV-serie)
- 1992 – Hassel – De giriga
- 1993 – Macklean (TV-serie)
- 1995 – Majken (TV-serie)
- 2000 – Sjätte dagen
- 2007 – Väsenpumpen
- 2010 – Superhjälten
- 2013 – Lo

## Teater

### Roller
| År   | Roll   | Produktion                                | Regi       | Teater                   |
| ---- | ------ | ----------------------------------------- | ---------- | ------------------------ |
| 1988 | Edmund | Kung Lear (King Lear) William Shakespeare | Anita Blom | Helsingborgs stadsteater |